# Sziráky Judith
Sziráky Judith, asszonyneve: Hárs Lászlóné (Felsővisó, 1904. szeptember 16. – Budapest, 1992. június 2.) József Attila-díjas magyar író.

## Élete
Apja erdőmérnök volt. 1947-ben ment feleségül Hárs László költőhöz.
Gimnáziumi tanulmányai befejezése után a Zeneakadémiára járt, első irodalmi sikerei után azonban zenei tanulmányait félbehagyta.
Irodalmi pályáját versekkel és novellákkal kezdte. Első novelláit még a Nyugat közölte; kötetbe gyűjtött elbeszélései 1936-ban jelentek meg, majd 1945 után nyolc kötetet adott ki, köztük több nagy sikerű ifjúsági regényt és mesekönyvet is. Hófúvás címmel 1960-ban színdarabja jelent meg. Hajnali madár című elbeszélését 1974-ben a Művészeti Tanács novellapályázatán díjjal jutalmazták. Számos olasz és német nyelvű  ifjúsági regényt is magyarra fordított (Gianni Rodari: Hagymácska története, Jácint úrfi a füllentők birodalmában, Torta az égen, Halló, itt apu mesél!, Karin Michaëlis: Bibi, Bibi és az összeesküvők, Vera Ferra-Mikura: Tizenkettő: nem egy tucat!, Elsa Morante: Katerina csodálatos kalandjai, Boy Lornsen: Mit üzen Abakusz?).
Elbeszéléseiben szülőföldje, a Máramarosi-havasok világa jelenik meg gazdag színekkel ábrázolva, másik központi témája a régi úri világ szétbomlása, az „úri” és a „nem úri” ellentéte.
Munkásságát 1973-ban József Attila-díjjal, 1984-ben pedig Déry Tibor-jutalommal és a Munka Érdemrend arany fokozatával ismerték el.

## Főbb művei
- Tisztességes János (1954)
- A csillagvadász (mese, 1955)
- Hófúvás (1960)
- Ketten a híd alatt (1963)
- Hajnali madár (1972)
- Fenyőmadár (1976)
- Az Álmatlan Király (mesejáték, 1978)
- Zárójelentés (1986)
- Az asszony és a folyó; Szépirodalmi, Bp., 1988